# Erwin Wrbka
Erwin Wrbka (* 1. August 1929; † 26. März 2012) war ein österreichischer Bauingenieur, Beamter der Österreichischen Bundesbahnen und Abteilungsleiter im Bundesministerium für Verkehr sowie Honorarprofessor der Universität Innsbruck.

## Leben
Erwin Wrbka studierte Bauingenieurwesen an der Technischen Universität Wien und begann 1956 als Diplomingenieur bei den Österreichischen Bundesbahnen in der Abteilung Seilbahnaufsicht. 1966 promovierte er zum Dr. techn. mit der Dissertation über Schwingungen der Tragseile von Seilschwebebahnen an der Technischen Universität Wien.
Erwin Wrbka war mindestens ab 1966 Bundesbahn-Baurat (Gehaltsgruppe VIII) in Elektrodienst der Sektion II (Generaldirektion der Österreichischen Bundesbahnen) im Bundesministerium für Verkehr und Elektrizitätswirtschaft., 1968 war er Bundesbahn-Oberbaurat (Gehaltsgruppe IXa) in Elektrodienst der Sektion II (Generaldirektion der Österreichischen Bundesbahnen) im Bundesministerium für Verkehr verstaatlichte Unternehmungen.
Mindestens von 1977 bis 1980 war er Mitarbeiter und Bundesbahn-Zentralinspektor, später Bundesbahn-Direktionsrat sowie von 1980 bis 1992 Leiter der Abteilung II/7 (Seilbahntechnische Angelegenheiten und technische Angelegenheiten der Schlepplifte etc.) in der Sektion II (Oberste Behörde für Eisenbahnen, Kraftfahrlinien, Rohrleitungen und Schlepplifte) im Bundesministerium für Verkehr.
Von 1974 bis 1992 war er Lehrbeauftragter und Honorarprofessor für Seilbahnbau am damaligen Institut für Eisenbahnwesen der Universität Innsbruck. International wurde er bekannt durch seine Teilnahme an Sitzungen der Internationalen Tagung der Technischen Aufsichtsbehörden (ITTAB) und ab 1985 als Vorsitzender des Studienausschusses I der Internationalen Organisation für das Seilbahnwesen (OITAF).
Am 26. März 2012 verstarb Erwin Wrbka nach langer und schwerer Krankheit. Er wurde am Ober Sankt Veiter Friedhof beigesetzt. 